# Le Figaroscope

Précédent logo

Le Figaroscope est un guide culturel et gastronomique parisien d'environ 60 pages créé en septembre 1987 en supplément du quotidien Le Figaro. Chaque mercredi, la rédaction met en perspective l'ensemble de l'actualité culture et loisirs en Île-de-France.

## Présentation
Le Figaroscope présente l'actualité culturelle de Paris et de sa banlieue : les restaurants atypiques, les lieux cultes, les prochains événements parisiens, les dernières expos et les dernières sorties cinéma.

### Ligne éditoriale
Le Figaroscope traite d'une grande variété de sujets :
- Art : « Adjugé vendu », de Béatrice de Rochebouet : des conseils pour commencer ou poursuivre sa collection d'art.
- Musée : « Courant d'art » de Valérie Duponchelle sur l'actu des expositions (musées, galeries…).
- Théâtre : « Rideau ! » de Nathalie Simon sur le théâtre.
- Cinéma : « Séance tenante » de Jean-Luc Wachtausen sur les dernières sorties cinéma.
- Musique : « Accords et Désaccords » de Annie Grandjanin.
- Danse : « Enpointes » d'Ariane Bavelier.
- Cuisine : « Premier service » d'Emmanuel Rubin (nouveautés restos) ; « Haché Menu » la chronique de François Simon passant au crible les tables parisiennes.

Et outre, « Le grain de sel » de Nicolas d'Estienne d'Orves où les snobismes parisiens sont passés à la moulinette de ce chroniqueur observateur de l'air du temps ; et enfin, « Pour la forme », les « meilleures adresses » pour retrouver tonus, vitalité, détente et bien-être.

## Rythmes et rites d'une vie de rédaction

### Publications
Son édition, qui met en perspective l'ensemble des sorties culturels et loisirs en Île-de-France, est disponible chaque mercredi, en région parisienne. 
Depuis 2002, la version "online" du supplément culturel du Figaro, www.figaroscope.fr est disponible. La quasi-totalité du contenu textuel du guide (voir ligne éditoriale) est accessible gratuitement tous les jours. De plus, de nouvelles rubriques interactives tel que « La question de la semaine », « Le coin des gastronautes » et ses newsletters hebdomadaires («L'actualité culturelle de la semaine» le mercredi, et «Les spots du Scope» le vendredi) accompagne le Scope.
Le Figaroscope est à l'origine d'autres publications dont la ligne éditoriale est indépendante de celle de l'hebdomadaire :
- Les meilleurs restaurants du Figaroscope (de Colette Monsat et Francois Simon).

### Direction générale
- Directeur de la publication : Marc Feuillée
- Directeur des rédactions : Étienne Mougeotte
- Directeur adjoint : Sébastien Le Fol
- Rédaction en chef : Olivier Delcroix
- Directeur artistique : Jean-François Labour
- Édition : Anne-Sophie Pellerin
- Responsable Internet : Alice Bosio

### Parmi les collaborateurs duFigaroscope
- Ariane Bavelier
- Valérie Duponchelle
- Annie Grandjanin
- Nicolas d'Estienne d'Orves
- Emmanuel Rubin
- Béatrice de Rochebouet
- Nathalie Simon
- François Simon
- Jean-Luc Wachtausen
- Brigitte Baudin
- Emmanuèle Frois
- Marie-Noëlle Tranchant

## Diffusion et audience
D'après l'OJD, en 2008-2009, 196 556 exemplaires du Figaroscope sont diffusés tous les mercredis. L'audience  s'élève à 553 000 lecteurs en IDF (EPIQ 2009 LNM Le Figaro en IDF) dont 316 000 lecteurs « Premium » (Audipresse - Premium 2009 LNM Le Figaro en IDF). 

## Sources et bibliographie
- Claude Dubois, Ca, c'est Paris ! Les chroniques de Titi du Figaroscope (1987-1990)